# Pester Lloyd
Der Pester Lloyd war eine deutschsprachige Tageszeitung und spätere Onlinezeitung aus Budapest in Ungarn. Die Zeitung erschien von 1854 bis 1945 zweimal am Tag als Morgen- und Abendblatt.
Zunächst unter dem Namen Der Neue Pester Lloyd erschien die Zeitung erneut ab dem 9. September 1994, seit dem 1. Januar 1999 wieder unter dem alten Namen Pester Lloyd, als deutschsprachige Wochenzeitung mit einer ebenfalls wöchentlichen Onlineausgabe. Am 15. März 2009 wurde die Printausgabe der Zeitung eingestellt; sie erschien seitdem als reine Online-Tageszeitung. Die politische Ausrichtung des historischen wie auch des aktuell erscheinenden Pester Lloyd kann als liberal und Orbán-kritisch beschrieben werden.

## Geschichte bis 1945

Titelseite der Ausgabe vom 2. Januar 1900

Bis 1945 galt der Pester Lloyd als führende und größte deutschsprachige Tageszeitung in Ungarn, mit liberaldemokratischer Tendenz. Der Pester Lloyd erschien vom 31. Dezember 1853 (Probeblatt, erste reguläre Ausgabe: Budapest, 1. Januar 1854) bis zum 14. April 1945 (letzte Ausgabe: Sopron/Ödenburg) zweimal am Tag als Morgen- und Abendausgabe.
Die Zeitung wurde von der Pester-Lloyd-Gesellschaft herausgegeben, die 1937 von ihrem Präsidenten Aurel Egry und dem Vizepräsidenten Franz Szekely geleitet wurde. Sitz der Redaktion in Budapest V. war die Mária-Valéria-Str. 12. Die damalige Auflage betrug 27.000 Stück. Die Zeitung war vor allem für die maßgeblichen Handels- und Industriekreise konzipiert, also hauptsächlich für den Großhandel, die Großindustrie und die Großbanken.

### Bericht über die Nürnberger Rassengesetze
Am 16. September 1935 berichtete die Zeitung über die neuen Nürnberger Rassengesetze und sprach davon, dass diese eine weitere Verschärfung der Judengesetzgebung im Dritten Reiche sei. Und um zu verdeutlichen, was diese Gesetze für die deutschen Bürger jüdischen Glaubens bedeuten würden, wurde ausgeführt:

„Man hätte meinen sollen, das nationalsozialistische Deutschland habe die Juden auch bisher schon in einer Weise behandelt, daß darüber hinaus ein stärkeres Maß an Entrechtung und Verfolgung kaum noch denkbar wäre. Diese drei neuen Judengesetze übersteigen aber in bisher kaum vorstellbaren Maße alles, was in dieser Hinsicht geleistet worden.“

Der Artikel führte weiter aus, dass damit die deutschen Juden zu Heloten erniedrigt würden, ein neues Staatsangehörigkeitsrecht außerhalb vom deutschen Reichsbürgertum eingeführt würde und sie damit aus der Gemeinschaft der deutschen Reichsbürger ausgeschlossen wären.
1938/39 wurden auch in Ungarn, das schon seit 1920 einen antijüdischen Numerus clausus an den Universitäten hatte, antisemitische Gesetze beschlossen, die jüdischen Redakteure auch des Pester Lloyd wurden 1944 entlassen und ghettoisiert.

### Mitarbeiter 1937
Die Generaldirektion der Zeitung wurde von Felix Dick geleitet. Der Chefredakteur war Josef Vészi, sein Stellvertreter György Kecskeméti. Die Redaktion der Abteilung Politik leitete Georg Káldor. Für das Ressort Handel war Josef Vágo zuständig, In der Wirtschaftsredaktion schrieben Georg Kemény und M. Mitnitzky die Artikel. Für die Außenpolitik war Désider Kiss verantwortlich. Die Redaktion Kommunales führte Heinrich Schwét, die Redaktion Kunst Edmund Gergö. Die Artikel für die Theater und Literatur schrieb K. Sebestyén. Für das Ressort Sport war Thomas Edmund Konrad zuständig.
Auslandskorrespondenten waren Hans Meisel in Athen, Ernst Lemmer in Berlin, Ágnes Szekula in Genf, Ernst Neumann und Georg Popoff in London, Frédéric Wahl in Madrid, Nikolaus Bandy in Moskau und Gustav W. Eberlein in Rom.
Für den Pester Lloyd schrieben vor 1938 u. a. Theodor Herzl, Max Nordau, Thomas Mann, Stefan Zweig, Joseph Roth, Alfred Polgar, Ferenc Molnár, Dezső Kosztolányi, Egon Erwin Kisch, Bertha von Suttner, Franz Werfel und Felix Salten.

## Neugründung 1994
Der Pester Lloyd wurde 1994 (Gründungsurkunde vom 1. Juli 1993, Ung. Kultusministerium, Nytsz: B/PHF/1993) zunächst als Der Neue Pester Lloyd von den Geschäftsführern Gotthard B. Schicker, Anikó Halmai und Jan Mainka als Wochenzeitung wiederbelebt. Mainka schied 1999 aus und gründete die Budapester Zeitung. Die Zeitung erschien ab 1999 wieder unter ihrem ursprünglichen Titel Pester Lloyd, gleichzeitig mit einer Beilage Budapester Rundschau. Ab 2004 erschien dann der Wiener Lloyd im Abstand von vier bis sechs Wochen, im Wechsel mit der Budapester Rundschau. Die Redaktion des Wiener Lloyds befand sich in Wien unter der Leitung von Marco Schicker. Inhaltlich reflektierten die Seiten die Beziehungen der beiden Hauptstädte Wien und Budapest auf wirtschaftlichen, politischen und kulturellen Gebieten mit Rückbezug auf die Gemeinsamkeiten aus der Zeit der Donaumonarchie Österreich-Ungarn. Im Jahre 2005 bzw. 2006 wurden die Regionalbüros in Győr und Pécs eröffnet.
Seit 1994 schrieben u. a. György Konrád, István Eörsi, László F. Földényi, Péter Esterházy sowie zahlreiche Autoren aus Deutschland, Österreich und der Schweiz für den Pester Lloyd.
Die Zeitung erschien mittwochs in einer Auflage von rund 15.000 Stück, Verlagsort war Budapest. Am 15. Mai 2009 wurde die Printausgabe der Zeitung eingestellt, seitdem erschien der Pester Lloyd als Online-Zeitung. Der Chefredakteur war Marco Schicker.
In seiner politischen Ausrichtung war der neue Pester Lloyd liberal und gegenüber der seit 2010 amtierenden Fidesz-Regierung von Viktor Orbán kritisch eingestellt. Der Pester Lloyd-Verlag publizierte auch Bücher in deutscher und ungarischer Sprache.
Um den April 2020 herum stellte die Online-Zeitung ihr Erscheinen ein. Die Webseite zeigt nur noch ein Deckblatt mit dem damaligen Stand.
Seit April 2025 ist der Pester Lloyd unter einer neuen Redaktion wieder online erreichbar und berichtet wochenaktuell.